# Дні української музики у Варшаві
Дні української музики у Варшаві – музичний фестиваль, який починаючи з 1999 року проходить у Варшаві. До 2023 року фестиваль відбувся дев'ять разів.
Організатором фестивалю є фонд Pro Musica Viva, а творцем і художнім керівником є Роман Ревакович.
Основною метою Днів української музики у Варшаві є доповнити публічний простір у Польщі українською класичною музикою, переважно сучасною, яка раніше практично була відсутня. Подія натхненна Міжнародним фестивалем Контрасти у Львові, засновником якого також є Роман Ревакович і на якому звучала музика польських авторів.
З фінансових причин після 1999 року фестиваль проводився нерегулярно. Лише з 2019 року Дні української музики проводяться щорічно, завдяки, зокрема, підтримці влади міста Варшава.
Під час Днів української музики виконуються симфонічні, ораторіальні та камерні твори композиторів з України. У програмі фестивалю прозвучали твори таких композиторів, як Микола Лисенко, Мирослав Скорик, Валентин Сильвестров, Євген Станкович, Золтан Алмаші, Богдана Фроляк, Юрій Ланюк, Борис Лятошинський, Артем Ведель, Олександр Шимко, Лев Ревуцький, Олена Ільницька. До п’ятого видання, організованого під гаслом «Вітольд Лютославський та українська музика», увійшли твори Вітольда Лютославського.

## Перелік фестивальних видань
Список наступних видань і композиторів, чиї твори виконувалися:
•	6-8 грудня 1999 р.: Олександр Щетинський, Валентин Бібік, Євген Станкович, Мирослав Скорик, Ігор Щербаков, Юрій Ланюк, Микола Дилецький, Дмитро Бортнянський, Артем Ведель, Максим Березовський, Микола Лисенко, Кирило Стеценко, Олександр Кошиць, Дмитро Кацал, Микола Леонтович, Андрій Гнатишин, Олександр Яковчук, Станіслав Людкевич, Ганна Гаврилець, Валентин Сильвестров, Борис Лятошинський;
•	3-6 червня 2001 р.: Микола Лисенко, Денис Січинський, Василь Барвінський, Богдана Фроляк, Яків Степовий, Леся Дичко, Анатолій Кос-Анатольський, Валентин Сильвестров, Юрій Ланюк, Євген Станкович:
•	2-6 листопада 2004: Микола Дилецький, Дмитро Бортнянський, Артем Ведель, Михайло Вербицький, Микола Лисенко, Кирило Стеценко, Богдан Сегін, Лев Ревуцький, Стефанія Туркевич, Борис Лятошинський, Василь Барвінський, Богдана Фроляк, Валентин Бібік, Валентин Сильвестров. 
•	15-21 жовтня 2012: Мирослав Скорик, Василь Барвінський, Євген Станкович, Золтан Алмаші, Олексій Шмурак, Анна Корсун, Ірина Блохіна, Олена Сєрова, Максим Коломієць, Михайло Швед, Богдан Сегін, Степан Дегтяревський, Іван Домарадзкі, Микола Лисенко , Валентин Сильвестров, Віктор Косенко, Яків Степовий, Кирило Стеценко, Василь Барвінський, Нестор Нижанківський, Денис Бонковський, Микола Колесса, Дезидерій Задор, Олександр Шимко, Любава Сидоренко, Ігор Щербаков;
•	18-23 жовтня 2019: Богдана Фроляк, Андрій Мерхель, Олена Ільницька, Євген Петриченко, Олександр Шимко, Богдан Сегін, Богдан Кривопуст, Золтан Алмаші, Вітольд Лютославський, Валентин Сильвестров, Володимир Шумейко, Ігор Щербаков, Євген Станкович, Олег Кива;
•	6-11 вересня 2020: Валентин Сильвестров, Любава Сидоренко, Михайло Швед, Світлана Азарова, Богдан Сегін, Золтан Алмаші, Олександр Шимко;
•	4-11 вересня 2021: Євген Станкович, Золтан Алмаші, Олексій Ретинський, Валентин Сильвестров, Володимир Загорцев, Ігор Щербаков, Володимир Рунчак, Олег Кива, Олександр Козаренко;
•	4-8 вересня 2022: Валентин Сильвестров, Олег Безбородько, Леонід Грабовський, Юрій Ланюк, Олександр Щетинський, Олександр Шимко, Золтан Алмаші, Богдана Фроляк;
•	3-10 вересня 2023: Богдана Фроляк, Олена Ільницька, Микола Дилецький, Євген Станович, Золтан Алмаші, Євген Оркін, Олег Безбородько, Богдан Сегін, Михайло Швед, Мирослав Скорик, Геннадій Ляшенко, Ігор Щербаков, Костянтин Віленський.
Концерти відбувалися у багатьох місцях Варшави, найчастіше в Національній філармонії та Концертній студії Польського радіо ім. Вітольда Лютославського та костелі св. Хреста.